# Yndalkaczeu Mekonnyn
Yndalkaczeu Mekonnyn (ur. 8 września 1923 w Addis Abebie, zm. 24 listopada 1974 tamże) – etiopski polityk. W 1960 ambasador w Londynie, od 1960 do 1966 minister przemysłu i handlu, następnie przedstawiciel Etiopii w ONZ oraz minister poczty i telekomunikacji. Od lutego do lipca 1974 premier Etiopii. 
Syn Mekonnyna Yndalkaczeu.
Otrzymał Krzyż Wielki Orderu Odrodzenia Polski w 1965 (pod nazwiskiem Lij Endalkachew Makonnen).
Pojawia się w Cesarzu Ryszarda Kapuścińskiego. Został rozstrzelany z rozkazu władz rewolucyjnych.